# Бакстер (город, Миннесота)
Бакстер (англ. Baxter) — город в округе Кроу-Уинг, штат Миннесота, США. На площади 50,9 км² (44,9 км² — суша, 6,1 км² — вода), согласно переписи 2002 года, проживают 5555 человек. Плотность населения составляет 123,8 чел./км².
- Телефонный код города — 218
- Почтовый индекс — 56401, 56425
- FIPS-код города — 27-04042[1]
- GNIS-идентификатор — 0639737[2]